# Pedro Andrés García
Pedro Andrés García de Sobrecasa, conocido simplemente como Pedro Andrés García (Reocín, Cantabria; 25 de abril de 1758 - Buenos Aires, Argentina; 21 de abril de 1833), fue un militar y funcionario español de larga trayectoria en el Virreinato del Río de la Plata que apoyó la Revolución de Mayo. Además, destacó como geógrafo.

## Biografía

### Nacimiento y primeros años
Nació el 25 de abril de 1758, en el palacio de Sobrecasa de Caranceja, actual localidad del municipio de Reocín, región de Cantabria, España. Empadronado como hidalgo en los padrones del barrio de San Esteban de 1765, 1773 y 1786.
Pasó al Virreinato del Río de la Plata a la temprana edad de 18 años (procedente de su Cantabria natal), en la expedición de otro cántabro ilustre, el virrey Pedro de Cevallos, en la cual ocupaba el cargo de ayudante mayor del Real Cuerpo de Ingenieros ostentando el grado de alférez. Tras su arribo a Buenos Aires en 1777, prestó servicio de armas de manera ininterrumpida, pasando por las fuerzas regulares de los reales ejércitos, el comando de una unidad de milicias urbanas.
Tuvo el privilegio de ser el primer europeo que pisó las costas del Golfo San José, en Península Valdés, formando parte de la expedición de Juan de la Piedra y haber solicitado a Francisco de Viedma autorización para permanecer en San José junto a un grupo de hombres para consolidar el territorio, donde estuvo -pese a la falta de medios- hasta abril de 1782. Según el salesiano doctor Raúl Agustín, en su libro "El Fuerte de Río Negro"

El Teniente graduado y subteniente del Regimiento de Infantería Pedro A. García, es el primer prócer de Chubut.

### Las Invasiones Inglesas

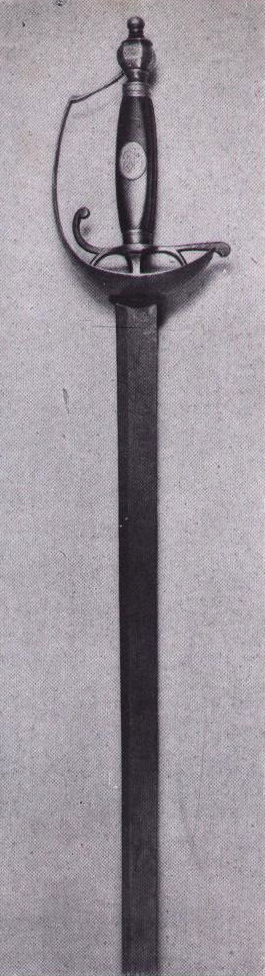
Espada utilizada por el Coronel Pedro Andrés García en las Invasiones Inglesas.

Tuvo actuación en la batalla del 5 de julio de 1807, al mando del Tercio de Cántabros Montañeses, durante las Invasiones Inglesas al Virreinato del Río de la Plata, venciendo en el Convento de Santo Domingo, luego de más de diez horas de duro combate, a las tropas del general Robert Craufurd. Este se vio obligado a capitular con todos sus oficiales y soldados, entregando sus armas, estandartes y banderas; entre los oficiales rendidos, se hallaba el coronel Denis Pack, quien había violado el juramento de no empuñar nuevamente las armas contra España, hecho tras la primera invasión inglesa. Por su actuación, fue recompensado con el ascenso a Coronel de los Reales Ejércitos, el 13 de junio de 1809 por la Junta Suprema Central.
Manuel Belgrano, que por entonces se desempeñaba como ayudante del general Cesar Balbiani al referirse a la actuación del coronel Pedro Andrés García, durante los hechos del 5 de julio de 1807, expresó entre otras cosas:

Que el día cuatro se destacó al cuerpo de cántabros para defender y cubrir la calle de Santo Domingo, que a las seis de la mañana empezó el ataque general del enemigo, y que el comandante García con la tropa a su mando, rechazó e hizo replegar la columna del General Craufurd ; que este comandante al ver comprometida la situación de su tropa, corrió al descubierto en medio de las balas a la Plaza y le pidió auxilio de más tropa y un cañon para atacar el convento y que con los refuerzos y con estos medios logró la rendición del enemigo y la capitulación por orden superior del General don Xavier Elio. En dicha oportunidad se le encomendó al expresado comandante que luego de evacuado el convento registrara escrupulosamente el mismo para buscar enemigos ocultos, surtiendo el buen efecto de haber sacado varios soldados y al Coronel Pack.

Que el Coronel García y los otros oficiales a su mando, eran dignos de premio, añadiendo que en ninguno de los puntos de defensa, se hizo más vigorosa, ni con más fuego, pues duró diez horas y medio por la tenacidad del enemigo al abrigo de los muros del Convento y parapetos y colchones con los que se guarecían las alturas según lo que vi y observé estando destinado en ese punto.

Dos hijos de Pedro Andrés García lucharon a sus órdenes en el Batallón de Cántabros: Manuel José García, como Comandante de la 4.ª Compañía, y Valentín García Ferreyra, como soldado de la 3.ª Compañía.

### La Revolución de Mayo

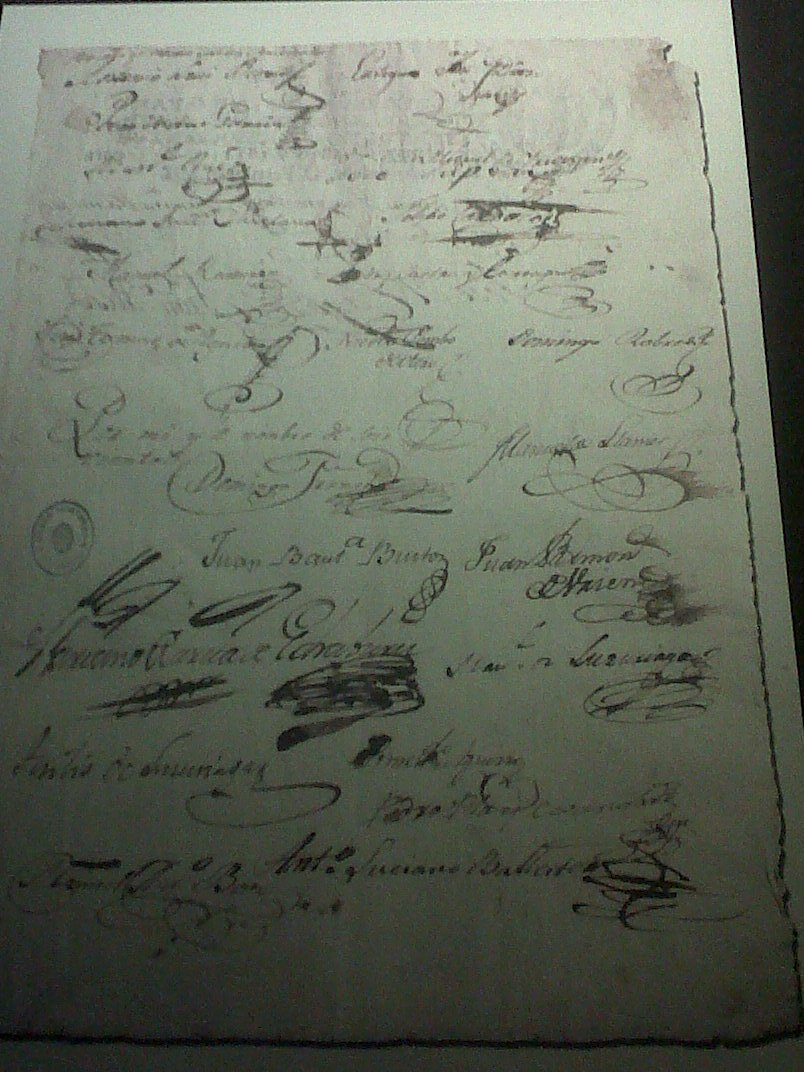
Fotografía de una de las hojas del petitorio firmado por los vecinos de Buenos Aires el 25 de mayo de 1810. (Nótese la firma de García, arriba a la izquierda).

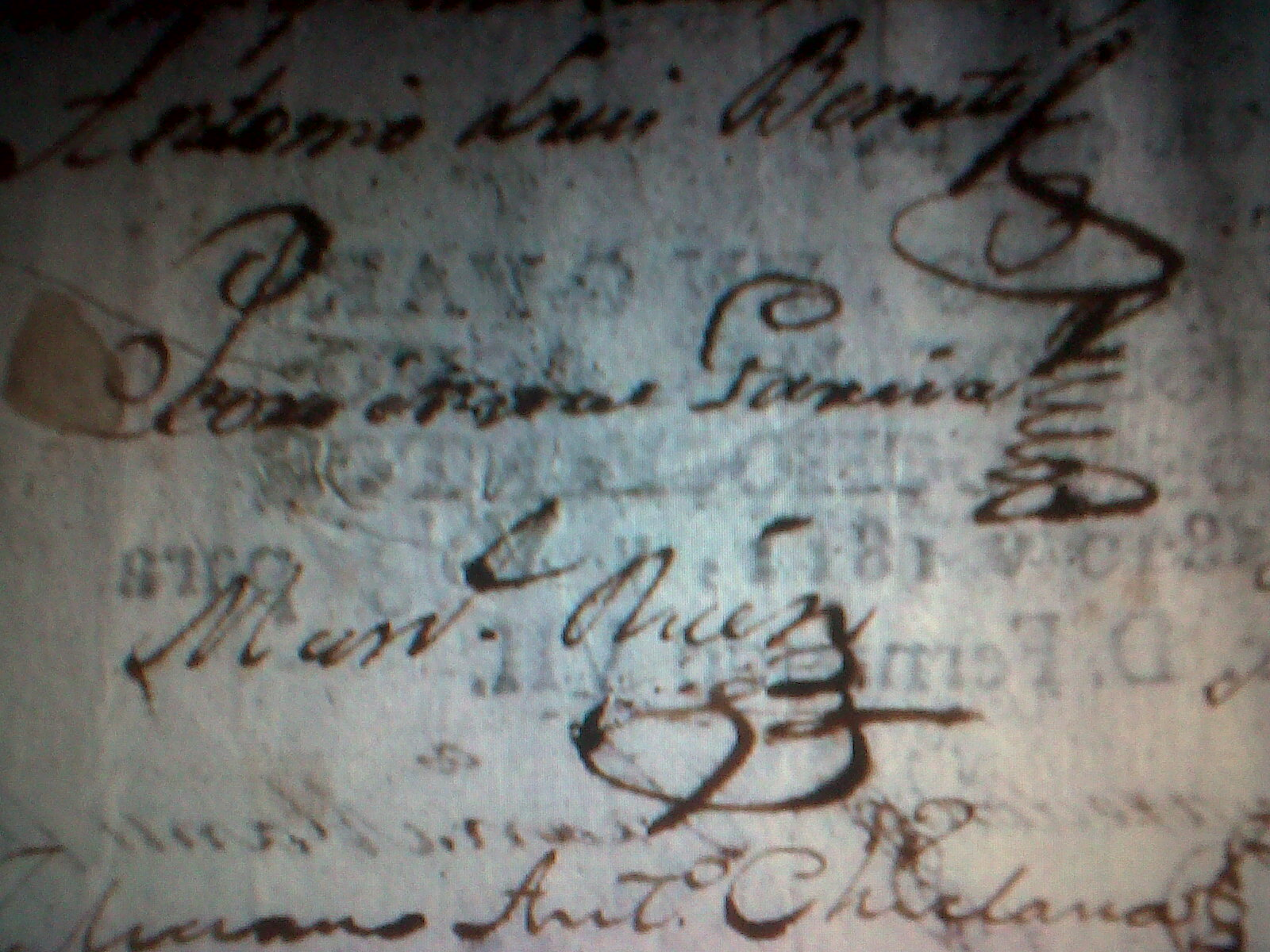
Detalle de la firma de Pedro Andrés García en el petitorio.

En los años siguientes fue un aliado incondicional del coronel Cornelio Saavedra. Apoyó al virrey Santiago de Liniers durante la revuelta de octubre de 1808, y en la asonada de Álzaga, de enero de 1809. El nuevo virrey, Baltasar Hidalgo de Cisneros, lo consideró uno de sus principales consejeros.
Tuvo activa participación en el Cabildo Abierto del 22 de mayo de 1810 donde, al momento de votar, comentó: 

Que considerando la suprema ley la salud del pueblo y advertido y aun tocado por sí mismo la efervescencia y acaloramiento de él con motivo de las ocurrencias de la Metrópoli, para que se varíe el Gobierno, que es a lo que aspira, cree de absoluta necesidad el que así se realice, antes de tocar desgraciados extremos, como los que se persuade habría, si aún no se resolviese así en la disolución de esta Ilustre Junta; repite por los conocimientos que en los días de antes de ayer, ayer y anoche ha tocado por sí mismo, tranquilizando los ánimos de los que con instancia en el pueblo así lo piden.

En dicha votación propuso, junto a Juan José Paso y Luis José de Chorroarín, una fórmula que sumó un total de 20 votos (siendo la tercera más votada).
Había advertido por sí mismo la efervescencia popular con motivo de las noticias llegadas de España, y la inquietud para que cambiase el gobierno. De ese modo se sumó a la Revolución de Mayo, firmando el petitorio del 25 de ese mes de 1810.

### La expedición a las Salinas Grandes
La Primera Junta surgida de la Revolución de Mayo ordenó, por decreto del 15 de junio de 1810, y a propuesta del Cabildo de Buenos Aires, que  se lleve a cabo la acostumbrada expedición a la frontera de la actual Provincia de Buenos Aires, con el objeto de recolectar sal para la ciudad de Buenos Aires e informar a los indígenas del cambio de gobierno y tratar de ganárselos como aliados. En este aspecto se obtuvieron buenos resultados, porque no hubo malones indios de importancia contra Buenos Aires en toda esa década.

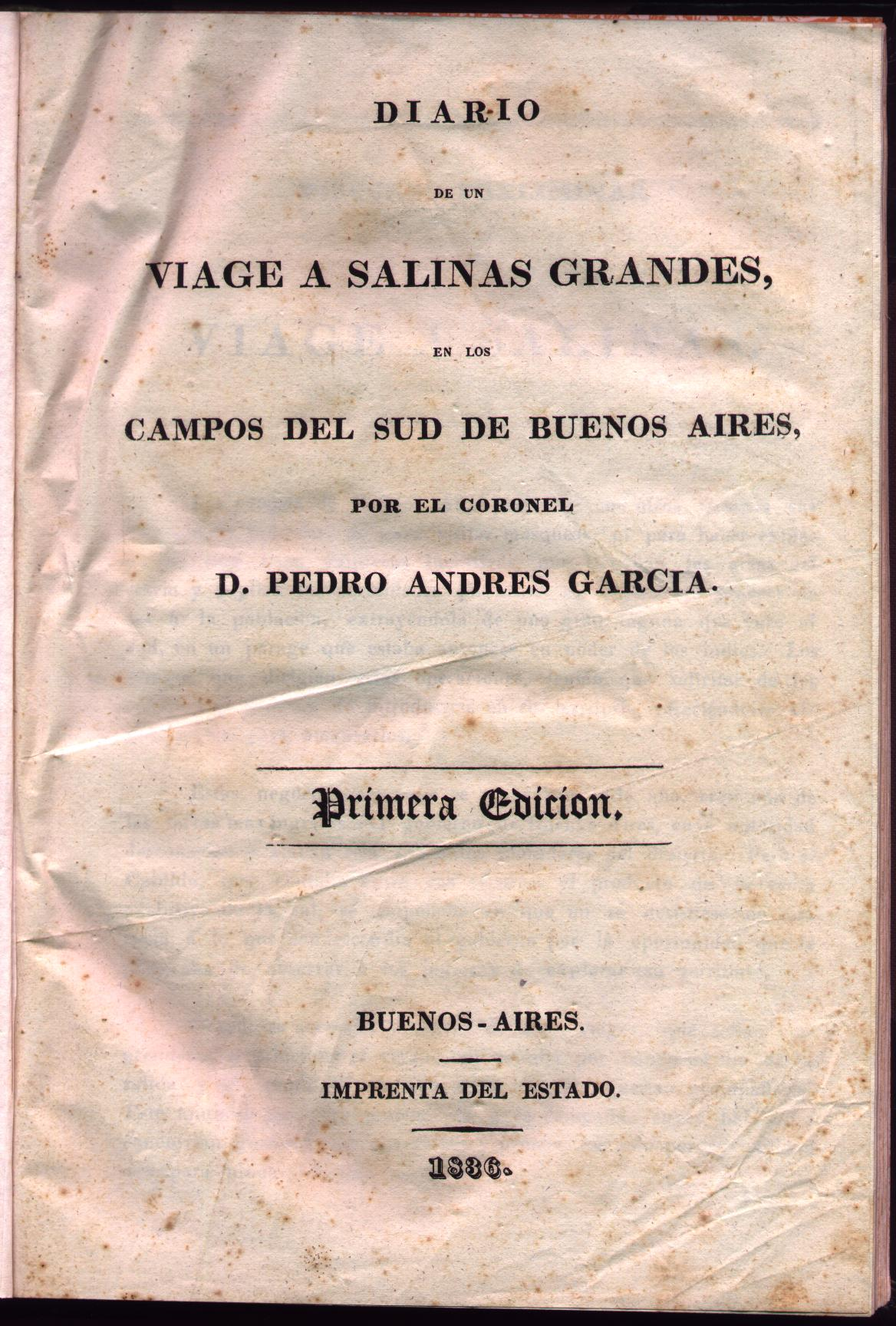
Portada de la primera edición del Diario de un viaje a Salinas Grandes por Pedro Andrés García.

Estas expediciones en busca de sal -de las que se llevaron a cabo, desde 1740 y 1810, cincuenta y dos- estuvieron determinadas muchas veces por los hechos de la política internacional, pues al interrumpirse las comunicaciones con la metrópoli la provisión de sal europea se discontinuaba y por tal motivo eran necesarias más incursiones al interior. La distancia era de unos 600 kilómetros, pues las Salinas Grandes están situadas en la actual Provincia de La Pampa.
Pero esta vez, el nuevo gobierno aprovechó la oportunidad para realizar un plan mucho más ambicioso, el cual consistía en estudiar la campaña que circundaba la ciudad de Buenos Aires y sus posibilidades de desarrollo. Así le encomendó al coronel García que visite todos los fuertes de la frontera con el fin de averiguar su estado y proponer cómo mejorarlos tanto en su situación como en el servicio. También debería informar sobre el estado de las poblaciones y ganados, si aquellas tienen ejido o no; sobre la posibilidad de organizar pueblos; sobre la ocupación legítima o no de los terrenos realengos -los que no son de propiedad privada- y la posibilidad de mejorar los campos dándoles utilidad para que proporcionen ganancias a la Real Hacienda.
El gobierno pidió al Coronel que hiciera un relevamiento del verdadero estado de la campaña y propusiera las medidas más convenientes para mejorarla. La misión excedía todo lo que podía esperarse de una expedición en busca de sal. Se ponía en manos de García el diagnóstico del estado de la campaña que tenía vecindad con los indios. Era el momento en que se abrían posibilidades de comercio a través del puerto de Buenos Aires y se podía pensar en generar productos no solo para la gran aldea que todavía era la ex capital virreinal, sino para la exportación. La mente abierta de Mariano Moreno buscaba un apoyo en los conocimientos, la experiencia, la capacidad organizativa, el sentido empresario, la prudencia y la visión de futuro del coronel García. Su confianza fue cabalmente satisfecha, a juzgar por los documentos producidos y a pesar de la escasez de recursos.

### Primer geógrafo de la Argentina
García fue un geógrafo de talento, y el primero en llevar a cabo ese tipo de estudios después de la Revolución de Mayo.
Fue también el precursor de la fundación de varias ciudades de la Provincia de Buenos Aires, como Tandil, Gardey y Quilmes, entre otras y tuvo trato frecuente con los indios.

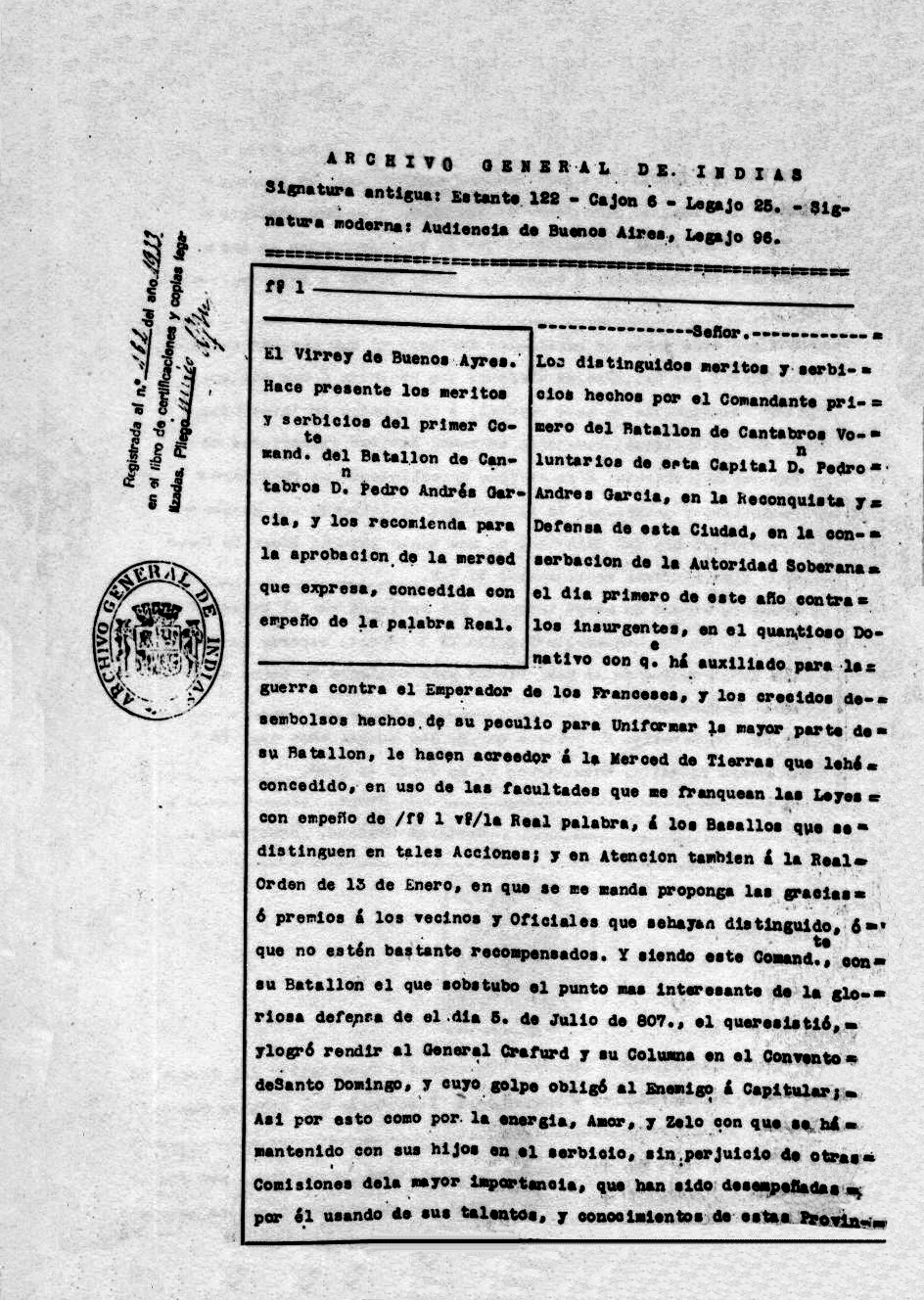
Merced real concedida por el Virrey Santiago de Liniers a Pedro Andrés García por los servicios prestados durante las invasiones inglesas.

Identificado como leal al general Carlos María de Alvear, fue arrestado durante nueve meses por orden de su sucesor, Ignacio Álvarez Thomas. No fue proscrito, y recuperó la libertad y el mando general de la frontera porteña contra los indios.
Era partidario de los unitarios, pero no participó en política, ni en las guerras civiles argentinas.
Autor de numerosos trabajos, geográficos, estadísticos y topográficos, tales como: Diario de un viage a las Salinas Grandes en los Campos del Sud de Buenos Aires; Nuevo Plan de Fronteras de la Provincia de Buenos Aires, proyectado en 1816; Memoria sobre la navegación del Tercero y otros ríos que fluyen al Paraná; Primer carta biosférica de la Provincia de Buenos Aires; Diario de la expedición de 1822, a los Campos del Sud de Buenos Aires desde Morón hasta la Sierra de la Ventana; etc. realizados como dijera, Pedro de Angelis

con un estilo fluido y brillante, que exhala un alma joven, una imaginación ardiente, un fondo de esperanzas, que es muy raro dominen a una razón madura en una edad provecta.[cita requerida]

En 1816, reconoció todo el recorrido del Río Tercero, y reorganizó los fortines y fuertes de esa zona. En 1822, hizo una reorganización de los nuevos fortines del sur de Buenos Aires. Pasó a Bolivia, y realizó operaciones comerciales con minas en ese país, en 1826.
Pedro Andrés García aprovechó sus vastos conocimientos geográficos para conformar una sociedad con Juan Pedro Aguirre, Manuel José de Haedo y José María Rojas y solicitar el 21 de febrero de 1826 la enfiteusis de cien leguas de tierras fiscales en la "Sierra del Bolcán", con el objeto de destinarlas al establecimiento de una estancia para la cría de hacienda. Esas cien leguas representan 2500 kilómetros cuadrados de superficie ubicadas en los actuales partidos de Ayacucho y Balcarce y fueron el germen de la Estancia San Juan.
En 1832 hizo una expedición preparativa a la Campaña al Desierto que llevó al año siguiente el gobernador Juan Manuel de Rosas.
Muchas de sus observaciones acerca de las rutas al desierto fueron aprovechadas por Julio Argentino Roca en su Conquista del Desierto de 1879.

### Matrimonio y descendencia
Contrajo matrimonio en Buenos Aires, el 24 de diciembre de 1783, en la Iglesia de Nuestra Señora de Monserrat, con Clara María Ferreyra de Lima y Freyre de Landiem, bautizada en Buenos Aires, el 22 de agosto de 1761, hija del Capitán Custodio Coelho Ferreyra de Lima y de Jacinta Guiomar Freyre de Landiem.
De dicho matrimonio, nacieron ocho hijos: Manuel José, María Anastasia, María Francisca, José Valentín, María Manuela, Josefa Romana, Rafael Sabino José y Pedro Andrés. Del matrimonio de sus hijos, se formaron las familias: García Ferreyra -rama hoy apellidada  García-Mansilla-, Perichón de Vandeuil García de Sobrecasa, Warnes García de Sobrecasa, Barros García de Sobrecasa.
Fue esa clase de hidalgo que tenía como aspiración máxima en su vida el acrecentamiento de la clase aristocrática heredada de sus mayores y fue tal el mérito de su actuación que recibió por ello una merced Real del Rey, con la autorización de crear un mayorazgo en el Virreinato del Río de la Plata. Como afirma, el historiador argentino Vicente Fidel López, el Coronel Pedro Andrés García: "es padre y abuelo de una generación que ha llegado distinguida siempre, hasta nuestros días, que dio a la patria ilustres representantes, en la diplomacia, en los gobiernos, en el ejército, en la marina, en la abogacía, en la música y en las letras".[cita requerida]

### Muerte

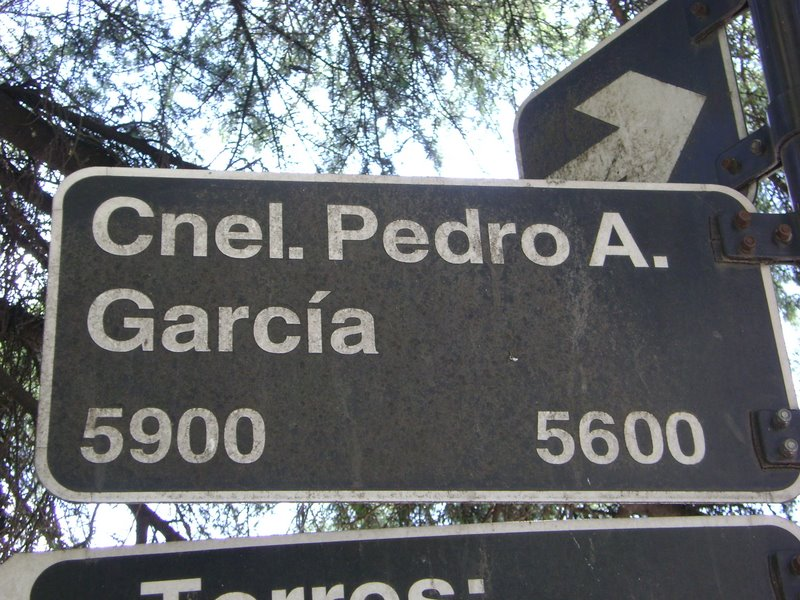

Falleció en Buenos Aires, el 21 de abril de 1833.
Pedro de Angelis lo despidió en una nota necrológica donde señaló, la pérdida de

uno de los pocos patriotas venerables que nos restan ya, de aquellos que en clase de jefes militares tuvieron una distinguida participación en el espléndido triunfo del 5 de julio de 1807, y de los que contribuyeron a fundar la independencia de la República el día 25 de mayo de 1810.

En homenaje a este prócer, la ciudad de Buenos Aires le rindió su homenaje imponiendo a unas de sus calles el nombre de «Coronel Pedro Andrés García». También llevan su nombre calles de las ciudades de San Antonio Oeste y Trelew, de la Patagonia Argentina.

## Obras de Pedro Andrés García
- Diario de un viaje a Salinas Grandes en los Campos del sud de Buenos Aires.Buenos Aires (1811)
- Plan de contribuciones para la manutención de un ejército de 6.000 hombres, presentado al Virrey Santiago de Liniers. Buenos Aires  (1811)
- Una razón estadística de los partidos de campaña con sus respectivos planos, indicando los terrenos baldíos y los poblados.Buenos Aires (1812)
- Reconocimiento de los partidos de las Conchas, San Isidro y Morón, adjunta el trazado de los planos de sus pueblos y la confección de un informe donde recopila datos estadísticos dando detalle del estado de las poblaciones y sus producciones. Buenos Aires. (1812) Este fue el primer plano del actual partido de San Isidro. En los estudios históricos realizados acerca del tema de la tierra se ha atribuido sin mayor fundamento la iniciativa a Bernardino Rivadavia. Los informes realizados y presentados por García al gobierno permiten concluir que las medidas adoptadas en su momento estuvieron inspiradas en sus opiniones.[9]
- Informe científico del caudal de aguas del río de las Conchas, de la fuerza de su corriente, de la elevación de sus barrancas y de todo cuanto fuere necesario para establecer una máquina de taladrar cañones de fusiles en sus inmediaciones. Buenos Aires (1813) Por oficio de fecha 30 de noviembre e 1813, con la firma de Nicolás Rodríguez Peña, Juan Larrea y Gervasio Posadas, integrantes del triunvirato se le ordenó el reconocimiento de este curso de agua. Se pensaba en lograr accionar máquinas destinadas a la fabricación de armas mediante el uso de energía hidráulica. En esa época la lucha armada contra los españoles en el norte del país imponía la necesidad de contar con armamentos para el ejército patriota, que si bien se importaban de otros países, no llegaban al país con la premura requerida por los acontecimientos bélicos.[10]
- Padrón general de los habitantes de la campaña. Buenos Aires (1813)
- Mapa topográfico desde la provincia de Tucumán hasta el Desaguadero (1814)
- Mapa de las provincias del antiguo virreinato de Buenos Aires, hasta el puente de Apurimac, en que se comprendía el Reino de Chile, señalando los ríos navegables (1814)
- Memoria sobre la navegación del tercero y otros ríos que confluyen al Paraná. Buenos Aires (1821)
- Diario de 1822 a los campos del sur de Buenos Aires desde Morón hasta la Sierra de la Ventana con las observaciones, descripciones y demás trabajos científicos, ejecutados por el oficial de ingenieros. D. José María de los Reyes. Primera edición. Buenos Aires (1821)
- Nuevo plan de fronteras de la Provincia de Buenos Aires. Proyectado en 1816 con informe sobre la necesidad de establecer una guardia en los Manantiales de Casco o Laguna de Palantelen (1819). Cornelio Saavedra fue nombrado por el directorio, en 1819, comisionado para el arreglo de los asuntos relacionados con los indios y en tal carácter dado su desconocimiento del tema, resuelve recabar información a Pedro Andrés García. Este le envía el informe y el ex presidente de la Junta de Mayo le agradece la información recibida y en su respuesta pondera en García, "su talento y su trato inmediato con los Infieles"[11]
- Primer mapa biósferico de la Provincia de Buenos Aires (1815)